# Тайны Смолвиля (сезон 9)
«Тайны Смолвиля» (англ. Smallville) — американский научно-фантастический телесериал, исполнительными продюсерами и авторами сценария которого являются Альфред Гоф и Майлз Миллар. Сериал повествует о молодых годах жизни Супермена — Кларка Кента, создателями которого являются Джерри Сигел и Джо Шустер. Действие происходит в вымышленном американском городке Смолвиль штата Канзас.
Главным злодеем сезона является Зод.

## Сюжет
После битвы с Думсдэем прошло около месяца. Кал-Эл начинает обучение в Крепости Одиночества. Ему удается восстановить систему, и он начинает тренировки. Решив изменить свою жизнь, Кларк создаёт себе «костюм» — чёрную футболку, на груди которой мелом нарисован знак дома Элов, который используется как символ. Теперь везде, где бы Красно-Синее Пятно не геройствовало, остается знак «S». В криминальных кругах Метрополиса обеспокоены новоявленным супергероем, хотя им стало легче после того как Зелёная Стрела и его банда отошли от дел. Внезапно появляется Лоис, не помнящая события последних недель. А в замке Люторов молодой Зод, майор войск Криптона, сталкивается с проблемами в своём отряде.

## В ролях

### Основной состав
- Том Уэллинг — Кларк Кент / Пятно (22 эпизода)
- Эллисон Мэк — Хлоя Салливан (22 эпизода)
- Эрика Дюранс — Лоис Лейн (18 эпизодов)
- Кэссиди Фриман — Тесс Мёрсер (17 эпизодов)
- Джастин Хартли — Оливер Куин / Зелёная стрела (17 эпизодов)
- Каллум Блу — Майор Зод (12 эпизодов)

### Второстепенный состав
- Брайан Остин Грин — Джон Корбен / Металло (эпизоды 1, 2, 18)
- Аннетт О’Тул — Марта Кент / Красная Королева (эпизод 21)
- Майкл Маккин — Перри Уайт (эпизод 21)
- Алессандро Юлиани — доктор Эмиль Гамильтон (эпизоды 1-3, 9, 11-12, 14)
- Стивен Лобо — Рэндалл Брэйди
- Камерон Бэнкрофт — Доктор Коатс (эпизод 3)
- Фил Моррис — Джон Джонс / Марсианский Охотник (эпизоды 11-12, 17, 22)
- Элейна Хаффман — Дайна Лэнс / Чёрная канарейка (эпизод 22)
- Ли Томпсон Янг — Виктор Стоун / Киборг (эпизод 22)
- Крис Готье — Уинслоу Шот / Игрушечник (эпизод 4)
- Стеф Сонг — Виктория Синклэр / Рулетка (эпизод 5)
- Элиза Гатьен — Миа Дирдэн / Спиди (эпизод 6, 10)
- Райан МакДонелл — Стюарт Кэмпбелл (эпизод 6, 9, 20)
- Эмили Уллеруп — Кэтрин Грант (эпизод 6)
- Эдриан Холмс — Баскат (эпизоды 1, 7, 9, 20, 22)
- Шерон Тейлор — Фаора (эпизоды 1, 7, 9, 10, 14, 15, 20)
- Моник Гандертон — Алия (эпизоды 1, 7, 9, 14)
- Дэвид Галлахер — Зан (эпизод 8)
- Эллисон Скальотти — Джайна (эпизод 8)
- Дилан Нил — Рэй Сакс (эпизоды 8, 19)
- Стив Бачич — Вордиган / Тёмный лучник (эпизод 10)
- Майкл Шэнкс — Картер Холл / Человек-ястреб (эпизоды 11-12, 22)
- Пэм Гриер — Аманда Уоллер (эпизоды 11-12, 17, 20)
- Кристал Лоу — Вала (эпизод 15, 20-22)
- Теренс Стэмп — Голос Джор-Эла (эпизод 1,4)
- Джулиан Сэндс — Джор-Эл (эпизод 7)
- Анита Торранс — Доктор Эванс (эпизод 8)
- Брент Стейт — Кент Нельсон / Доктор Фэйт (эпизоды 11-12)
- Бритт Ирвин — Кортни Витмор / Старгел (эпизоды 11-12, 22)
- Уэсли МакИннес — Камерон Макент / Сосулька (эпизоды 11-12)
- Джим Шилд — Сильвестр Пембертон / Старкид (эпизоды 11-12)
- Серинда Суон — Затанна Затара (эпизод 13)
- Карло Маркс — Стивен Свифт / Ангел Воитель (эпизод 13)
- Оуэн Бест — Алик Абрамс (эпизод 13)
- Джей Ар Борн — Доктор Бернард Чисхолм (эпизод 15)
- Одесса Рэй — Мэгги МаКдугл, Серебряная Банши (эпизод 16)
- Джонатан Ллойд Уокер — Пауль Бреннер (эпизод 17,20)
- Гил Беллоуз — Максвелл Лорд (эпизод 19,21)
- Блу Манкума — Франклин Стерн (эпизод 19)

## Описания эпизодов
| № общий | № в сезоне | Название                                       | Режиссёр                | Автор сценария                                                                                | Дата премьеры    | Произв. код   | Зрители в США (млн) |
| --- | ---------- | ---------------------------------------------- | ----------------------- | --------------------------------------------------------------------------------------------- | ---------------- | ------------- | ------------------- |
| 175 | 1          | «Спаситель» «Savior»                           | Кевин Фэйр              | Келли Содерс и Брайан Питерсон                                                                | 25 сентября 2009 | 3X5251        | 2.58                |
| Кларк говорит Джор-Элу, что он готов начать своё обучение, но Джор-Эл отсылает его назад в Метрополис, чтобы прежде он разорвал отношения с Лоис. Хлоя потрясена, когда Лоис внезапно появляется после отсутствия в течение многих недель, и у Лоис нет никаких воспоминаний после её бесследного исчезновения с кольцом Легиона. Исследуя крушение монорельсовой дороги, Лоис встречает Джона Корбена, новый репортёр в Дэйли Плэнет, который отрицательно относится к Красно-Синему Пятну. Хлоя просит Кларка использовать кольцо Легиона, чтобы возвратиться в прошлое и спасти Джимми, но он отказывается, вбивая первый клин в их дружбу. Тем временем, Оливер продолжает катиться вниз по наклонной, а Зод появляется в особняке Люторов. |            |                                                |                         |                                                                                               |                  |               |                     |
| 176 | 2          | «Металло» «Metallo»                            | Мэйзри Алмас            | Дон Уайтхэд и Холли Хендерсон                                                                 | 2 октября 2009   | 3X5252        | 2.24                |
| После того, как Джона Корбена сбивает грузовик, он приходит в себя в заброшенном помещении в роли человека-машины с криптонитовым сердцем. Джон осознаёт, что теперь он обладает сверхчеловеческой силой и начинает мстить Красно-Синему Пятну, которого он воспринимает как безответственного виджиланте. Вопреки желанию Кларка, Лоис начинает расследование по поводу Красно-Синего Пятна, итогом чего становится то, что Корбен её похищает. |            |                                                |                         |                                                                                               |                  |               |                     |
| 177 | 3          | «Вирус» «Rabid»                                | Майкл Рол               | Джордан Хоули                                                                                 | 9 октября 2009   | 3X5253        | 2.30                |
| Зод и его солдаты выпускают вирус в воздух, который превращает людей в зомби. Единственный способ остановить это состоит в том, чтобы сделать противоядие из крови криптонца. После того, как Лоис заражена, Хлоя умоляет Кларка стать донором крови, чтобы остановить эпидемию, несмотря на то, что это при этом возрастает риск быть замеченным Зодом. |            |                                                |                         |                                                                                               |                  |               |                     |
| 178 | 4          | «Эхо» «Echo»                                   | Уэйн Роуз               | Брайан Миллер                                                                                 | 16 октября 2009  | 3X5254        | 2.61                |
| Тесс вынуждает Оливера приехать в «Куин Индастриз» на собрание директоров, чтобы провести его в непринуждённой обстановке. Но все меняется, когда появляется Игрушечный мастер с бомбой и планом отомстить Оливеру. Тоймен требует, чтобы Оливер признался в убийстве Лекса, либо же он всё взорвет. Тем временем, Кларк проходит своё обучение и получает от Джор-Эла способность слышать мысли других людей. |            |                                                |                         |                                                                                               |                  |               |                     |
| 179 | 5          | «Рулетка» «Roulette»                           | Кевин Фэйр              | Женевьев Спарлинг                                                                             | 23 октября 2009  | 3X5256        | 2.52                |
| Оливер отравлен и похищен женщиной по имени Рулетка (Виктория), которая говорит Оливеру, что он вовлечён в опасную игру и должен бороться за свою жизнь. После того, как Виктория обнаружена мёртвой, а Оливер арестован полицией, он обращается к Хлое за помощью. Тем временем, Лоис ругает Кларка за то, что тот не рассказал ей о попытке самоубийства Оливера. |            |                                                |                         |                                                                                               |                  |               |                     |
| 180 | 6          | «Меж двух огней» «Crossfire»                   | Майкл Рол               | Дон Уайтхэд и Холли Хендерсон                                                                 | 30 октября 2009  | 3X5257        | 2.57                |
| Оливер пытается помочь молодой уличной проститутке Мие (Спиди) покончить с опасной жизнью, которую она ведёт, предлагая заняться её обучением, но у Мии другие планы. Лоис просит Кларка, чтобы тот помог ей на прослушивании на место телеведущего. Но оба потрясены, когда оказывается, что хотят нанять их обоих, как команду. |            |                                                |                         |                                                                                               |                  |               |                     |
| 181 | 7          | «Кандор» «Kandor»                              | Жанно Шварц             | Эл Сэпштайн и Тури Мейер                                                                      | 6 ноября 2009    | 3X5258        | 2.63                |
| Джор-Эл загадочным образом появляется на ферме Кентов, где встречает Хлою, и узнаёт о том что у него есть сын и то что Криптон уничтожен. Зод, убеждённый в том, что Пятно и есть Джор-Эл, вербует Тесс для помощи в его поисках, чтобы заставить его раскрыть тайну своих способностей. Кларк понимает, что Джор-Эл жив и находится на Земле, и мчится на его поиски, чтобы найти его прежде, чем это сделает Зод. |            |                                                |                         |                                                                                               |                  |               |                     |
| 182 | 8          | «Идол» «Idol»                                  | Глен Уинтер             | Энн Кофелль Сондерс                                                                           | 13 ноября 2009   | 3X5255        | 2.68                |
| Близнецы-супергерои Зен и Джейна появляются в Метрополисе, чтобы помочь Пятну бороться с преступностью, но всё заканчивается тем, что они мешают ему во время нескольких спасений, в итоге у Кларка появляются проблемы с офисом окружного прокурора. Кларк решает выступить перед людьми как Пятно, чтобы очистить своё имя. |            |                                                |                         |                                                                                               |                  |               |                     |
| 183 | 9          | «Пандора» «Pandora»                            | Морган Беггз            | Дрю Лэндис и Джулия Свифт                                                                     | 20 ноября 2009   | 3X5259        | 2.45                |
| Тесс похищает Лоис, чтобы узнать, где она находилась во время своего исчезновения. В воспоминаниях Лоис о будущем мы увидим Метрополис при правлении Зода; Кларк лишён способностей из-за красного солнца; Хлоя и Оливер создают группу сопротивления. После того, как Кларк узнаёт о событиях из будущего, он принимает важное решение, связанное с Зодом. |            |                                                |                         |                                                                                               |                  |               |                     |
| 184 | 10         | «Ученик» «Disciple»                            | Мэйзри Алмас            | Джордан Хоули                                                                                 | 29 января 2010   | 3X5260        | 2.52                |
| Прошлое Оливера настигает его в образе Тёмного лучника, когда-то — учителя Оливера, который теперь ищет пути мщения. Его целью становятся Лоис и Хлоя. Оливер противостоит Тёмному лучнику после того, как бывший наставник похищает Мию, также известную как Спиди, но доходит до крайностей, и Кларку приходится поспешить, чтобы уберечь его от ещё одной ужасной ошибки. |            |                                                |                         |                                                                                               |                  |               |                     |
| 185186 | 1112       | «Абсолютная Справедливость» «Absolute Justice» | Глен Уинтер Том Уэллинг | Джефф Джонс                                                                                   | 5 февраля 2010   | 3X5262 3X5263 | 2.77                |
| Человек по имени Сильвестр Пембертон выслеживает Хлою и говорит ей, что знает о её команде супергероев и нуждается в их помощи. Однако, прежде, чем объяснить, кто он такой, на него нападает, а затем и убивает персонаж по имени Айсикл. Расследование Кларка и Хлои приводит Кларка в бывший штаб Общества Справедливости Америки, где он встречается с Кентом Нельсоном (Доктором Фэйтом), Картером Холлом (Хокмэном) и Кортни (Старгёрл). Кортни умоляет Хокмэна и Доктора Фэйта помочь ей поймать убийцу, но они отказываются от возобновления их обязанностей в качестве супергероев. Кларк, Джон Джоунс, Зелёная стрела и Хлоя объединяются, чтобы помочь Обществу остановить Айсикла, прежде чем он убьёт иного члена группы. Тем временем, Лоис получает пакет от загадочного агентства под названием «Разгром», управляет которым Аманда Уоллер. |            |                                                |                         |                                                                                               |                  |               |                     |
| 187 | 13         | «Воитель» «Warrior»                            | Эллисон Мэк             | Брайан Миллер                                                                                 | 12 февраля 2010  | 3X5261        | 2.48                |
| Кларк встречает Затанну на конвенции комиксов, она говорит ему, что её отец наложил заклятие на копию комикса «Ангел Воитель», и теперь он обладает магической силой. Мальчик по имени Стивен крадёт этот комикс и овладевает суперсилами, превращаясь в Ангела Воителя, и спасает Хлою от ужасного несчастного случая. Тем временем, Лоис начинает ревновать Кларка из-за его отношений с Затанной. |            |                                                |                         |                                                                                               |                  |               |                     |
| 188 | 14         | «Убеждение» «Persuasion»                       | Кристофер Петри         | Энн Кофелль Сондерс                                                                           | 19 февраля 2010  | 3X5264        | 2.42                |
| Это День Святого Валентина и в то время, как Кларк идет на свидание с Лоис, он неосознанно становится заражённым драгоценным криптонитом, который обладает волшебными свойствами. Кларк упоминает при Лоис, что ему жаль, что у них не было более традиционных отношений, таким образом Лоис покидает Дэйли Плэнет, переезжает к Кларку и начинает планировать их свадьбу. Все ещё не осознающий свою новую способность, Кларк также небрежно говорит Хлое, что он желает, чтобы она больше времени посвящала тому, что приглядывала за ним. Таким образом, заражённая Хлоя принимает его желание близко к сердцу и пытается убедить Лоис, в том, что та не сможет нести бремя подруги Кларка. |            |                                                |                         |                                                                                               |                  |               |                     |
| 189 | 15         | «Заговор» «Conspiracy»                         | Тури Мейер              | Эл Сэпштайн и Тури Мейер                                                                      | 26 февраля 2010  | 3X5265        | 2.53                |
| Бернард Чишом, доктор, который умер и был возвращен к жизни Кандорцами, и теперь они могут экспериментировать над ним, совершает побег и похищает несколько Кандорцев, чтобы доказать, что пришельцы вторглись на Землю. Бернард пытается заставить написать историю, в которой он выдвигает свои требования, но когда Лоис отказывается, он похищает и её. Чтобы спасти своих людей, Зод изображает из себя репортёра Daily Planet и раскрывает секретную лабораторию Бернарда. Кларк достигает лаборатории как раз вовремя, чтобы увидеть, что Зод подстрелен. |            |                                                |                         |                                                                                               |                  |               |                     |
| 190 | 16         | «Уикенд» «Escape»                              | Кевин Фэйр              | Женевьев Спарлинг                                                                             | 2 апреля 2010    | 3X5266        | 2.13                |
| Кларк и Лоис, уезжают прочь из города в тихий романтический уголок, но их планам мешают, когда они сталкиваются с Хлоей и Оливером в гостинице. Неловкий момент прерван появлением Серебряной Банши, которая нацеливается на Кларка и Оливера. Тем временем, Тесс меряется силами с Зодом с удивительным результатом. |            |                                                |                         |                                                                                               |                  |               |                     |
| 191 | 17         | «Шах и мат» «Checkmate»                        | Тим Сканлан             | Джон Чишольм                                                                                  | 9 апреля 2010    | 3X5267        | 2.13                |
| Тесс создаёт сложный обман с целью похитить Зелёную Стрелу и передать его Аманде Уоллер, которая рассказывает ему, что правительство нанимает его, чтобы тот служил своей стране. Однако, Зелёная Стрела спасается прежде, чем они смогут раскрыть его личность. После того, как Оливер посвящает Кларка и Хлою в происходящее, все трое приступают к расследованию, и Кларк удивлен, когда обнаруживает, что расследованием похищения Оливера также занимается и Джон Джонс. Кларк чувствует, что Джон утаивает от него информацию. Оливер и Кларк потрясены, когда Тесс открывает им, что Аманда присматривает за кем-то, кого называют «Наблюдательная башня». Уоллер угрожает убить Хлою, если Кларк не даст ей имена и местоположения остальной части Лиги Справедливости.                                                                             |            |                                                |                         |                                                                                               |                  |               |                     |
| 192 | 18         | «Апгрейд» «Upgrade»                            | Майкл Рол               | Дрю Лэндис и Джулия Свифт                                                                     | 16 апреля 2010   | 3X5268        | 1.84                |
| Зод продолжает изображать из себя «Пятно» и просит Лоис заняться расследованием относительно одной из секретных лабораторий Тесс. В лаборатории происходит взрыв, но Лоис спасена Джоном Корбеном, который являлся объектом многократных экспериментов. Исследуя взрыв, Кларк подвергается воздействию красного криптонита. И заражённый Кларк приводит Зода в Крепость. Тесс обращается к Хлое за помощью, и они посылают Корбена в Крепость, чтобы тот помешал Кларку раскрыть все его тайны. |            |                                                |                         |                                                                                               |                  |               |                     |
| 193 | 19         | «Шарада» «Charade»                             | Брайан Питерсон         | Дон Уайтхэд и Холли Хендерсон                                                                 | 23 апреля 2010   | 3X5269        | 2.23                |
| Лоис, исследует досрочное освобождение из тюрьмы бывшего окружного прокурора Раймонда Сакса, но при встрече он угрожает ей оружием. Пятно спасает её, но это заснято на плёнку курьером, который планирует продать фотографию Саксу. Лоис и Кларк пытаются помешать передаче фотографии и при этом сталкиваются с Максвеллом Лордом, богатым магнатом и сотрудником «ШахМат», который пытается установить личность Пятна, чтобы уничтожить его. Тем временем, Хлоя обнаруживает тайну Зода. |            |                                                |                         |                                                                                               |                  |               |                     |
| 194 | 20         | «Жертвоприношение» «Sacrifice»                 | Кевин Фэйр              | Телесценарий: Джастин Хартли, Уолтер Вонг и Брайан Миллер Сюжет: Джастин Хартли и Уолтер Вонг | 30 апреля 2010   | 3X5270        | 1.89                |
| Тесс врывается в Сторожевую башню, активируя сложную систему безопасности, которую установила Хлоя, в конечном счёте запирая обеих женщин в ловушке. Хлоя понимает, что «Шах и Мат» загружают информацию о кандорианцах с сервера Сторожевой башни, что побуждает её к решительным действиям. Оливер противостоит Зоду, но все заканчивается выжженным символом «Z» на его груди. Кларк понимает, что Зод передал свои сверхспособности солдатам. |            |                                                |                         |                                                                                               |                  |               |                     |
| 195 | 21         | «Hostage» «Заложник»                           | Глен Уинтер             | Джордан Хоули и Энн Кофелль Сондерс                                                           | 7 мая 2010       | 3X5271        | 1.92                |
| К великому удивлению Кларка, Марта Кент возвращается в Смолвиль в компании своего нового друга Перри Уайта. Лоис и Перри понимают, что они оба работают над одной и той же историей о Красной Королеве и решают объединиться, что в конечном счёте подвергает их серьёзной опасности. Хлоя помогает Кларку искать Книгу Рао, в которой, как они верят, содержится информация о том, как остановить Зода и его армию. |            |                                                |                         |                                                                                               |                  |               |                     |
| 196 | 22         | «Спасение» «Salvation»                         | Грег Биман              | Эл Сэпштайн и Тури Мейер                                                                      | 14 мая 2010      | 3X5272        | 2.45                |
| Зод выпускает свою армию, вынуждая Хлою обратиться за помощью к своим старым друзьям. Зод говорит Лоис, что он — Пятно и просит девушку украсть Книгу Рао у Кларка. В сомнениях, Лоис просит Кларка рассказать всё начистоту, но тот отказывается. Хлоя и Оливер пытаются восстановить системы Башни, но юноша внезапно исчезает. Тэсс пытается противостоять Зоду, но тот лишь вынуждает девушку бороться за свою жизнь. Наступает битва за Землю — между Кларком и Зодом. |            |                                                |                         |                                                                                               |                  |               |                     |